# Morena Tartagni
Morena Tartagni ist eine ehemalige italienische Radrennfahrerin.
1969 wurde Morena Tartagni italienische Meisterin im Straßenrennen. 1967, 1970 und 1971 wurde sie jeweils Vizemeisterin.
Bei den UCI-Straßen-Weltmeisterschaften 1968 in Imola wurde Tartagni Dritte im Straßenrennen, bei den Weltmeisterschaften 1970 in Leicester sowie den Weltmeisterschaften 1971 in Brünn  Vizeweltmeisterin im Straßenrennen. 1976 gewann sie den Trofeo Alfredo Binda-Comune di Cittiglio.
1968 stellte Tartagni in Rom mit 4:09,30 Minuten einen Weltrekord in der 3000-Meter-Einerverfolgung (mit stehendem Start) auf.